# Fosamprénavir
Le fosamprénavir est un médicament utilisé dans le traitement du syndrome d'immunodéficience acquise et vendu sous les marques Lexiva et Telzir.

## Mode d'action
Il s'agit d'un inhibiteur de protéase et d'une pro-drogue de l'amprénavir,,.

## Usage médical
Est un médicament utilisé pour traiter et prévenir le VIH/SIDA. Il est utilisé avec d'autres médicaments, y compris généralement une faible quantité de ritonavir,. Le médicament se prend par voie orale.

## Effets secondaires
Les effets secondaires du médicament comprennent la diarrhée, les vomissements, les maux de tête et les éruptions cutanées ; d'autres effets secondaires sont le syndrome de Stevens-Johnson, une allergie aux sulfamides, une glycémie élevée, un syndrome de reconstitution immunitaire, des lipides anormaux et des calculs rénaux. Bien qu'il ait été utilisé pendant la grossesse, sa sécurité n'est pas claire.

## Histoire
Le médicament est approuvé pour un usage médical aux États-Unis en 2003 et en Europe en 2004,. Il est disponible sous forme de médicament générique. Au Royaume-Uni, un mois de médicaments coûte au NHS environ 260 livres sterling à partir de 2021. Aux États-Unis, ce montant coûte environ 300 dollars américains.